# Lucillo
Lucillo ist ein nordspanischer Ort und eine Gemeinde (municipio) mit 356 Einwohnern (Stand: 2024) in der Comarca Maragatería in der Provinz León in der Autonomen Gemeinschaft Kastilien-León.

## Lage
Die acht Dörfer der Gemeinde Lucillo (Boisán, Busnadiego, Chana de Somoza, Filiel, Lucillo, Molinaferrera, Piedras Albas und Pobladura de la Sierra) liegen in den Bergen der Montes de León in Höhen zwischen 1064 und 1274 Metern ü. d. M. Die Entfernung nach Astorga beträgt etwa 36 Kilometer (Fahrtstrecke) in nordöstlicher Richtung; die Stadt León liegt etwa 85 Kilometer nordöstlich.

## Bevölkerungsentwicklung
| Jahr      | 1960  | 1970  | 1981 | 1991 | 2001 | 2014 |
| Einwohner | 1.844 | 1.187 | 662  | 611  | 494  | 408  |

Um die Mitte des 19. Jahrhunderts lag die Einwohnerzahl der Gemeinde bei etwa 1.400 Personen; gegen Ende des 19. Jahrhunderts waren es sogar über 3.000. Aufgrund der zunehmenden Mechanisierung der Landwirtschaft fehlten danach jedoch Arbeitsplätze, was in den Bergdörfern eine immer noch anhaltende Landflucht auslöste.

## Wirtschaft
Bis zur Mitte des 20. Jahrhunderts lebten die Bewohner der Gemeinde hauptsächlich als Selbstversorger von der Feldwirtschaft und von ein wenig Viehzucht; einige betätigten sich in der Region als Fuhrleute. Heute werden viele leerstehende Häuser als Ferienwohnungen (casas rurales) vermietet.

## Geschichte

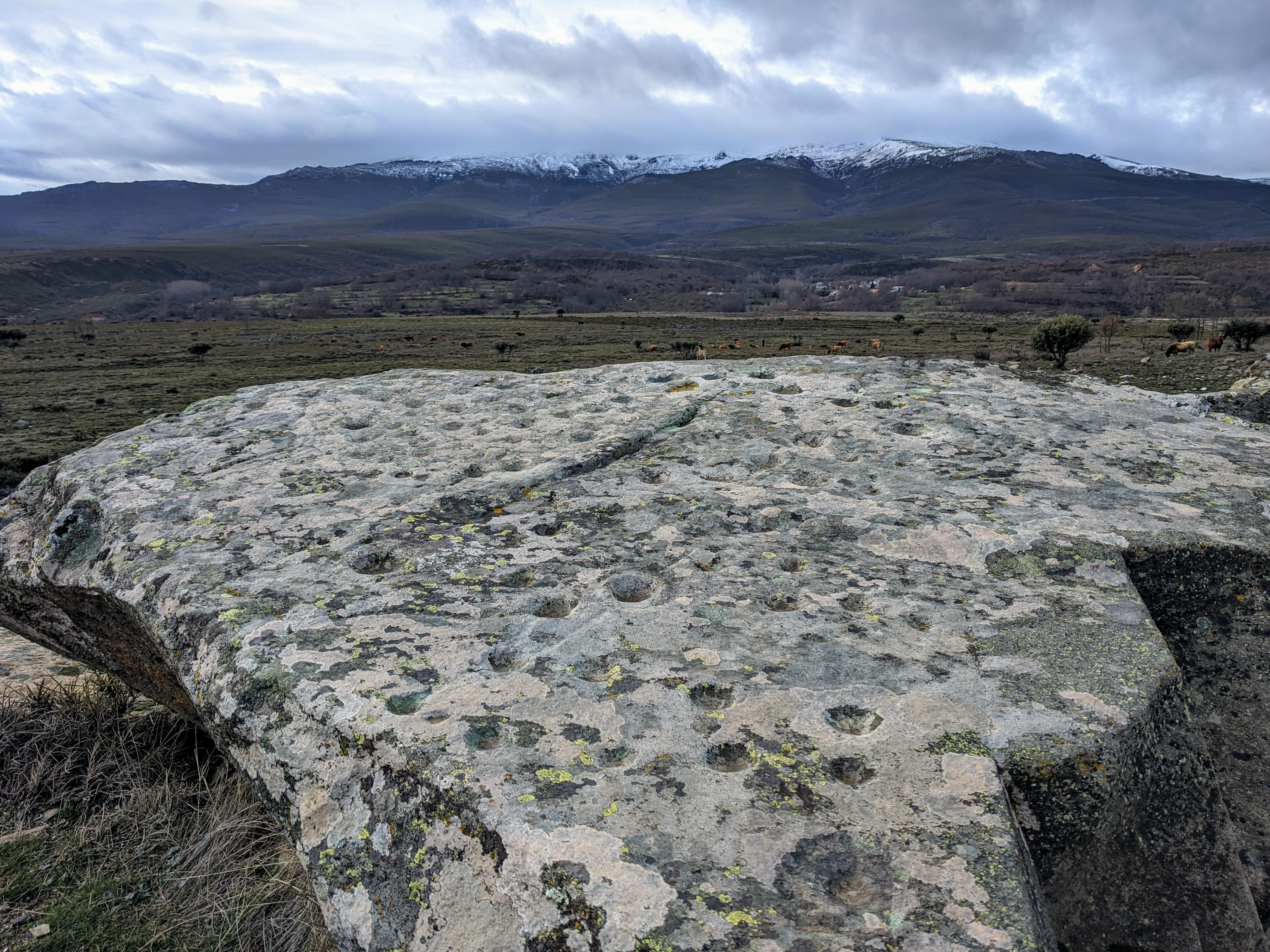
Petroglyphen

Erst vor kurzem wurden auf einigen Felsen am Monte Teleno in Filiel Petroglyphen entdeckt, die in die Bronzezeit datiert werden. Bei den Petroglyphen handelt sich hauptsächlich um fingerhutgroße runde Vertiefungen, auch ‚Schälchen‘ (cazoletas) genannt; daneben finden sich auch Kreis-, Spiral- und sogar labyrinthähnliche Motive. Einige halten auch Goldsucher für die Urheber – die Römer bauten jedenfalls im nur etwa 20 Kilometer westlich gelegenen Las Medulas und wahrscheinlich auch auf dem Gebiet der Gemeinde Lucillo Gold ab. Westgoten und Mauren haben dagegen keine archäologischen Spuren hinterlassen. Im Mittelalter und danach gehörte das Gebiet um Lucillo zur Grundherrschaft (señorio) des Bistums Astorga. Seit dem 16. Jahrhundert fand in Lucillo ein regional bedeutsamer Markt statt, zu welchem die Waren mit Fuhrwerken herantransportiert wurden, womit sich die Bergbewohner ein kleines Zusatzeinkommen sicherten.

## Sehenswürdigkeiten
- Die meist nur eingeschossigen älteren Häuser in den verschiedenen Weilern wurden allesamt aus Bruchsteinen errichtet; sie haben nur wenige und meist kleine Fenster, die in früheren Zeiten nicht verglast waren, sondern mit hölzernen Läden geschlossen wurden. Einige wenige zweigeschossige Häuser verfügen über einen nach Süden ausgerichteten hölzernen Balkon.
- Die kleinen Pfarrkirchen waren ebenfalls aus Bruchsteinen errichtet und haben in der Regel Eingänge auf der Südseite und einen Glockengiebel (espadaña) im Westen – ansonsten musste auf jegliches äußeres Dekor verzichtet werden.